# الکساندرا نیشپیلاک
الکساندرا نیشپیلاک (لهستانی: Aleksandra Nieśpielak؛ زادهٔ ۱۳ آوریل ۱۹۷۳) بازیگر اهل لهستان است.
از فیلم‌ها یا مجموعه‌های تلویزیونی که وی در آن‌ها نقش داشته‌است، می‌توان به یک داستان بسیار کریسمسی، قواعد بازی، تاج پادشاهان، اجاره‌نشین‌ها، در خوشی و سختی، ماگدا ام.، عشق اول، رنگ‌های خوشبختی، طایفه، قانون حقیقی، پدر متیو و بدهی اشاره نمود.